# Abros
Abros – nazwa stopu odznaczającego się dość dużym oporem elektrycznym oraz odpornością na czynniki zewnętrzne (np. korozję).
Skład10% chromu (Cr), ok. 2% manganu (Mn) i 88% niklu (Ni).
Stop ten wykorzystywany jest m.in. do produkcji elementów grzejnych.